# Unmoored
Unmoored is een misdaadfilm uit 2023, geregisseerd door Caroline Ingvarsson. De film is gebaseerd op de roman De levenden en de doden in Winsford van Håkan Nesser.

## Verhaal
Maria is een succesvolle televisiepresentatrice in Zweden en woont samen met haar man Magnus in een stijlvol huis. Als ze hoort van de schokkende beschuldigingen tegen haar man, wordt haar hele leven in de war gebracht. Magnus wordt beschuldigd van het verkrachten van een vrouw, maar ontkent de misdaad.
Om aan de mediastorm te ontsnappen, huurt Maria een klein huis in het Nationaal park Exmoor. Alleen haar hond Castor houdt haar gezelschap. Samen maken ze lange wandelingen in de heidevelden op het plateau aan het Kanaal.

## Rolverdeling
| Acteur                    | Personage       |
| ------------------------- | --------------- |
| Mirja Turestedt           | Maria           |
| Thomas W. Gabrielsson     | Magnus          |
| Anna Próchniak            | Magdalena       |
| Kris Hitchen              | Mark            |
| Marta Zmuda Trzebiatowska | Barbara         |
| Andrzej Konopka           | Soblewski       |
| Sven Ahlström             | Bergman         |
| Ia Langhammer             | Hoofdinspecteur |

## Release
De film ging in première op 5 oktober 2023 op het Filmfestival van Londen. Op 3 februari 2024 verscheen Unmoored op het Filmfestival Oostende.

## Prijzen en nominaties
De belangrijkste:
| Jaar | Prijs                                   | Categorie                 | Genomineerde(n)     | Uitslag     |
| ---- | --------------------------------------- | ------------------------- | ------------------- | ----------- |
| 2023 | Internationaal filmfestival van Tallinn | First Feature Competition | Caroline Ingvarsson | Genomineerd |